# Comunidade da Inglaterra
A Comunidade da Inglaterra (em inglês:  Commonwealth of England) foi um governo republicano que exerceu o poder no Reino Unido entre 1649 e 1660. Após o regicídio de Carlos I em 30 de janeiro de 1649, sua existência foi inicialmente declarada através de Uma Lei a declarar a Inglaterra uma Comunidade pelo parlamento em 19 de maio de 1649.
A Inglaterra, Irlanda e País de Gales, mais tarde junto com a Escócia, foram governados como uma república após o fim da Segunda Guerra Civil Inglesa e o julgamento e execução de Carlos I. A existência da república foi declarada por meio de "Uma Lei a declarar a Inglaterra uma Commonwealth", adotada pelo chamado Parlamento Amputado em 19 de maio de 1649. O poder no início da Commonwealth era investido principalmente no Parlamento e em um Conselho de Estado. Durante o período, os combates continuaram, especialmente na Irlanda e a Escócia, entre as forças parlamentares e aqueles que se opõem a elas, como parte do que agora é geralmente referido como a Terceira Guerra Civil Inglesa .
Em 1653, após a dissolução do Parlamento Amputado, o Conselho do Exército adotou o Instrumento de Governo que tornou Oliver Cromwell Lord Protetor de uma "Comunidade da Inglaterra, Escócia e Irlanda", inaugurando o período agora geralmente conhecido como Protetorado. Após a morte de Cromwell, e após um breve período de governo sob seu filho, Richard Cromwell, o Parlamento Protetorado foi dissolvido em 1659 e o Parlamento Rump foi revogado, iniciando um processo que levou à restauração da monarquia em 1660. O termo Comunidade às vezes é usado durante todo o período de 1649 a 1660 - chamado por alguns de Interregnum - embora para outros historiadores, o uso do termo seja limitado aos anos anteriores à tomada formal de poder de Cromwell em 1653.
Em retrospecto, o período de governo republicano para a Inglaterra foi um fracasso no curto prazo. Durante o período de 11 anos, nenhum governo estável foi estabelecido para governar o estado inglês por mais do que alguns meses de cada vez. Várias estruturas administrativas foram julgadas e vários Parlamentos convocados e reunidos, mas pouca legislação significativa e duradoura foi aprovada. A única força que o manteve unido foi a personalidade de Oliver Cromwell, que exerceu o controle por meio dos militares por meio dos "Grandes", sendo os Major-Generals e outros líderes militares seniores do Novo Modelo de Exército. Não apenas o regime de Cromwell quase caiu na anarquia após sua morte e a breve administração de seu filho, mas a monarquia que ele derrubou foi restaurada em 1660, e seu primeiro ato foi oficialmente apagar todos os vestígios de qualquer reforma constitucional do período republicano. Ainda assim, a memória da causa parlamentar era longa, e as memórias da boa e velha causa perpassariam a política inglesa e acabariam resultando no modelo democrático moderno da monarquia constitucional.
O período da Commonwealth é mais lembrado pelo sucesso militar de Thomas Fairfax, Oliver Cromwell e o New Model Army. Além de vitórias retumbantes na Guerra Civil Inglesa, a Marinha reformada sob o comando de Robert Blake derrotou os holandeses na Primeira Guerra Anglo-Holandesa que marcou o primeiro passo para a supremacia naval da Inglaterra. Na Irlanda, o período da Commonwealth é lembrado pela subjugação brutal de Cromwell aos irlandeses, que deu continuidade às políticas dos períodos Tudor e Stuart.